# Biosphärengebiet Schwarzwald
Das Biosphärengebiet Schwarzwald liegt im Südschwarzwald und wurde 2016 eingerichtet. Die Geschäftsstelle hat ihren Sitz in der Stadt Schönau im Schwarzwald. Es ist nach dem 2008 eingerichteten Biosphärengebiet Schwäbische Alb das zweite Biosphärenreservat in Baden-Württemberg. Mitte Juni 2017 wurde es von der UNESCO als „UNESCO-Biosphere reserve“ anerkannt.

## Entwicklung
Die Idee der Biosphärenreservate in Baden-Württemberg stammt aus dem Jahr 1991 von Michael Succow und Markus Rösler. 1992–1996 entwickelte Rösler in seiner Dissertation die Grundlagen für die Entwicklung eines Biosphärenreservates Schwäbische Alb. Dazu gehörte auch eine Liste potenzieller weiterer Biosphärengebiete in ganz Deutschland, zu denen bereits damals der Südschwarzwald zählte. 2005 gab es die politische Entscheidung, in Baden-Württemberg ein erstes Gebiet auf der Alb einzurichten, was 2008 zur Ausweisung als Biosphärengebiet (so die Bezeichnung laut Landesrecht) Schwäbische Alb in der Umgebung des ehemaligen Truppenübungsplatzes Münsingen auf 85.300 ha Fläche führte. Parallel zur Einrichtung des Nationalparks Schwarzwald 2014 im Nordschwarzwald wurde innerhalb des bestehenden Naturparks Südschwarzwald ein Teilgebiet zwischen Schauinsland, Feldberg und Belchen, Schluchsee und Wiesental zur Ausweisung als zweites Biosphärengebiet vorbereitet.
Am 4. Januar 2016 wurde die Verordnung zum neuen Biosphärengebiet Schwarzwald auf ca. 63.000 ha Fläche durch Naturschutzminister Alexander Bonde (Grüne) in Bernau unterzeichnet. Nach der Veröffentlichung der Verordnung im Gesetzblatt Baden-Württembergs wurde das Biosphärengebiet zum 1. Februar 2016 eingerichtet.
Am 19. Februar 2016 erfolgte in Schönau im Schwarzwald durch Ministerpräsident Winfried Kretschmann (Grüne), Minister Alexander Bonde, Regierungspräsidentin Bärbel Schäfer, den Landräten und den Bürgermeistern die Unterzeichnung einer Vereinbarung zur Zusammenarbeit zwischen Land, Landkreisen, Städten und Gemeinden.
Im Juni 2016 wurde der Forstwirt Walter Kemkes, bisher Leiter des Biosphärenreservats Bliesgau, erster Geschäftsführer des Biosphärengebiets Schwarzwald.

## Anerkennung durch die UNESCO
Der Antrag auf Anerkennung durch die UNESCO als „Biosphere reserve“ für das Biosphärengebiet Schwarzwald wurde Anfang August 2016 fertiggestellt. Im Juni 2017 gab die UNESCO bekannt, den Südschwarzwald als UNESCO-Biosphärenreservat anzuerkennen.

## Lage
Am Biosphärengebiet Schwarzwald sind 29 Gemeinden beteiligt, die ganz oder mit Teilflächen (*) eine Gebietskulisse von 63.236 Hektar bilden:
- Landkreis Lörrach: Aitern, Böllen, Fröhnd, Hausen im Wiesental, Häg-Ehrsberg, Kleines Wiesental, Schönau im Schwarzwald, Schönenberg, Schopfheim*, Todtnau, Tunau, Utzenfeld, Wembach, Wieden, Zell im Wiesental

- Landkreis Waldshut: Albbruck*, Bernau, Dachsberg, Höchenschwand*, Häusern, Ibach, St. Blasien, Ühlingen-Birkendorf*, Wehr*
- Landkreis Breisgau-Hochschwarzwald: Hinterzarten*, Horben, Oberried, Schluchsee*
- Stadt Freiburg im Breisgau*

Auch Teilgebiete der Gemarkung von Weilheim (Landkreis Waldshut) gehören zum Biosphärengebiet.
Die ursprünglich vorgesehenen Gemeinden Feldberg mit dem Feldberg selbst, Steinen und Todtmoos entschieden sich gegen die Teilnahme.

## Mensch und Natur
Durch die Kooperation von Naturpark Südschwarzwald, den Städten und Gemeinden im Biosphärengebiet, regionalen Partnern, Tourist-Informationen und der Schwarzwald Tourismus GmbH wird ein vielfältiges Freizeit-, Natur- und Tourismusangebot organisiert. Das Biosphärengebiet ist mit Bus und Bahnen verkehrstechnisch gut angebunden.
Das Biosphärengebiet Schwarzwald organisiert jährlich die Kulinarischen Hinterwälder Wochen, die zur Erhaltung des im Schwarzwald typischen Hinterwälder-Rinds beitragen. Mehr als zwanzig Gastronomen aus der Region beteiligen sich daran.
Im Biosphärengebiet Schwarzwald besteht die Möglichkeit, sich während eines einjährigen Freiwilligendienstes, dem FÖJ, für den Umwelt- und Naturschutz einzusetzen. Studenten haben die Möglichkeit, dort ihr Pflichtpraktikum zu leisten und dabei in sämtliche Fachbereiche und Arbeitsfelder der Biosphärengebietsverwaltung Einblick zu nehmen. Kinder und Jugendliche können als Junior-Ranger die Natur erkunden.
Die Geschäftsstelle des Biosphärengebiets Schwarzwald versteht sich als „Entwicklungsagentur für das Biosphärengebiet“. Sie informiert, koordiniert und fördert verschiedene Aktivitäten und Projekte im Biosphärengebiet. Dabei orientiert sie sich am Leitbild eines UNESCO-Biosphärenreservates.